# Piłka nożna na Wyspach Owczych

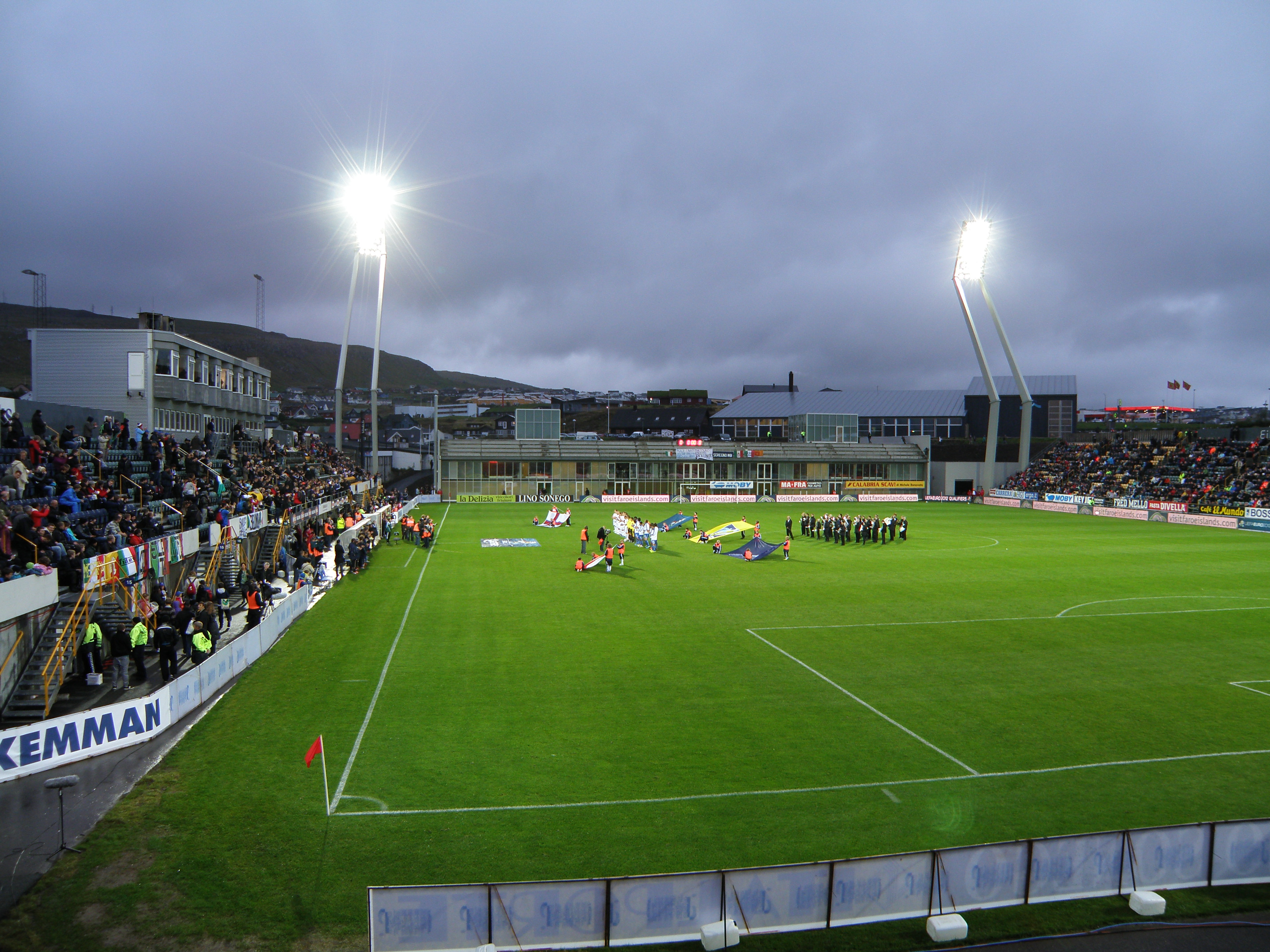
Tórsvøllur, arena domowa reprezentacji narodowej

Piłka nożna (far. Fótból ˈfɔuːtˌpœl̥, duń. Fodbold 'fodbold) jest najpopularniejszym sportem na Wyspach Owczych, które są terytoriami zależnymi Królestwa Danii. Jej głównym organizatorem na terenie Wysp Owczych pozostaje Fótbóltssamband Føroya (FSF).
Według stanu na 1 listopada 2021 roku Fróði Benjaminsen i Óli Johannesen mają odpowiednio 95 i 83 występów reprezentacyjnych, a Rógvi Jacobsen strzelił 10 bramek w barwach reprezentacji Wysp Owczych.
W farerskiej Betrideildin grają takie utytułowane kluby, jak HB Tórshavn, KÍ Klaksvík i B36 Tórshavn.

## Historia

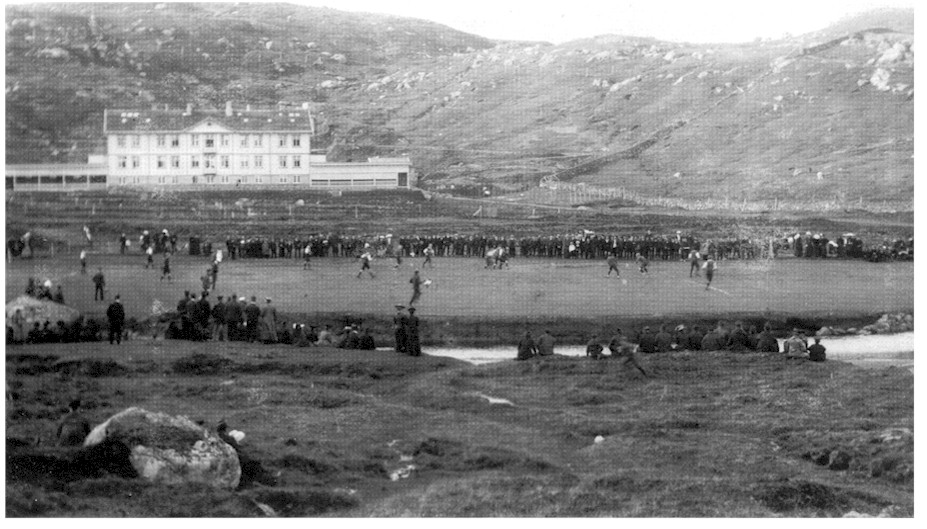
Pierwsze zdjęcie z meczu piłki nożnej na Wyspach Owczych w 1909 roku

Piłka nożna zaczęła zyskiwać popularność na Wyspach Owczych pod koniec XIX wieku. 13 maja 1892 roku w Tvøroyri powstał pierwszy farerski klub piłkarski TB Tvøroyri. W roku 1939 założono Ítróttasamband Føroya (Organizację Sportową Wysp Owczych), która zainicjowała proces zorganizowania pierwszych oficjalnych rozgrywek o mistrzostwo Wysp Owczych. Odbyły się one w sezonie 1942. Wówczas nazywały się Meistaradeildin (Liga Mistrzów) i miały charakter pucharowy – w półfinale brali udział zwycięzcy trzech grup geograficznych: wschodniej, zachodniej i południowej. W roku 1944 rozgrywki nie odbyły się, dotychczas jedyny raz w historii Wysp Owczych, z powodu braku piłek podczas brytyjskiej okupacji archipelagu. Od sezonu 1947 mistrzostwa rozgrywane są w systemie ligowym.
Nazwę rozgrywek zmieniono na 1. Deild (1. Liga) w sezonie 1976, została też wówczas zorganizowana 3. liga (3. Deild). Od 1979 roku za rozgrywki odpowiedzialny jest utworzony wówczas Fótbóltssamband Føroya (Związek Piłkarski Wysp Owczych). Liga w 2005 roku uzyskała sponsora tytularnego, frimę IT Formula.fo, co wiązało się ze zmianą nazwy na Formuladeildin. W 2009 nastąpiła zmiana nazwy na Vodafonedeildin, kiedy sponsorem został Vodafone. Liga po raz kolejny zmieniła sponsora w sezonie 2012. Została nim firma Effo, zajmująca się dystrybucją paliw na Wyspach Owczych, a ligę nazwano Effodeildin. Kolejny czteroletni kontrakt sponsorski podpisano z bankiem Betri, co oznacza, że od sezonu 2018 do 2021 liga nazywać się będzie Betridedilin.

## Format rozgrywek ligowych
W obowiązującym systemie ligowym trzy najwyższe klasy rozgrywkowe są ogólnokrajowe (Betrideildin, 1. deild i 2. deild). Dopiero na czwartym poziomie pojawiają się grupy regionalne.

## Puchary
Rozgrywki pucharowe rozgrywane na Wyspach Owczych to:
- Puchar Wysp Owczych (Løgmanssteypið),
- Superpuchar Wysp Owczych (Stórsteypadystur) – mecz między mistrzem kraju i zdobywcą Pucharu.